# 카자흐스탄 여자 축구 국가대표팀
카자흐스탄 여자 축구 국가대표팀은 카자흐스탄을 대표하는 여자 축구 대표팀으로 카자흐스탄 축구 협회에서 관리하며 남자대표팀과 마찬가지로 유럽 여자 축구 최약체팀으로 평가받고 있다. 1995년 9월 24일 말레이시아 코타키나발루에서 열린 홍콩과의 1995년 AFC 여자 축구 선수권 대회 A조 1차전에서 첫 국제 경기를 치렀고 이 경기에서 0-0으로 비겼으며 FIFA 여자 월드컵과 UEFA 유럽 여자 축구 선수권 대회 그리고 하계 올림픽 본선 출전 기록 모두 전무하다.

## 개요
2001년까지 AFC 소속으로 활동했지만 과거 구 소련 영향력하에 있었던 정치적인 영향으로 인해 AFC로부터 퇴출 통보를 받은 이후 2002년부터는 UEFA 소속으로 뛰고 있다.

## 국제 대회 경력

### AFC 여자 아시안컵
AFC 소속 시절 1995년 대회를 통해 여자 아시안컵 첫 본선에 출전하여 홍콩과 필리핀을 상대로 무승부를 기록했고 3번째로 참가한 1999년 대회에서는 홍콩과 괌을 상대로 1차전과 최종 4차전에서 16골을 폭격하며 승리를 쟁취했지만 2승 2패·B조 3위로 대회를 마무리했으며 이후 1999년 대회를 마지막으로 UEFA로 소속을 옮기면서 더 이상 이 대회에는 참가하지 않는다.

### UEFA 유럽 여자 축구 선수권 대회 예선
UEFA로 편입된 이후 UEFA 여자 유로 2005 예선을 통해 처음 여자 유로 대회 예선 무대를 밟은 뒤 현재까지 꾸준히 예선에 참가하고 있으나 유로 대회 본선과는 인연이 없다. 그나마 3번째로 참가한 2013년 대회 예선에서 2승 1무 7패를 기록했는데 이는 카자흐스탄 여자 축구 사상 여자 유로 대회 예선 최다 승점 기록이다.

## 성적

### FIFA 여자 월드컵
- 1991년 ~ 1995년: 불참
- 1999년: 예선 탈락
- 2003년: 불참
- 2007년 ~ 2019년: 예선 탈락

### 올림픽 축구
- 1996년: 불참
- 2000년: 예선 탈락
- 2004년: 불참
- 2008년 ~ 2012년: 예선 탈락

### AFC 여자 아시안컵
- 1993년: 불참
- 1995년 ~ 1999년: 조별리그

### UEFA 유럽 여자 축구 선수권 대회
- 2005년 ~ 2022년: 예선 탈락

## 같이 보기
- 카자흐스탄 축구 국가대표팀